# ترک مخاصمه مالمو

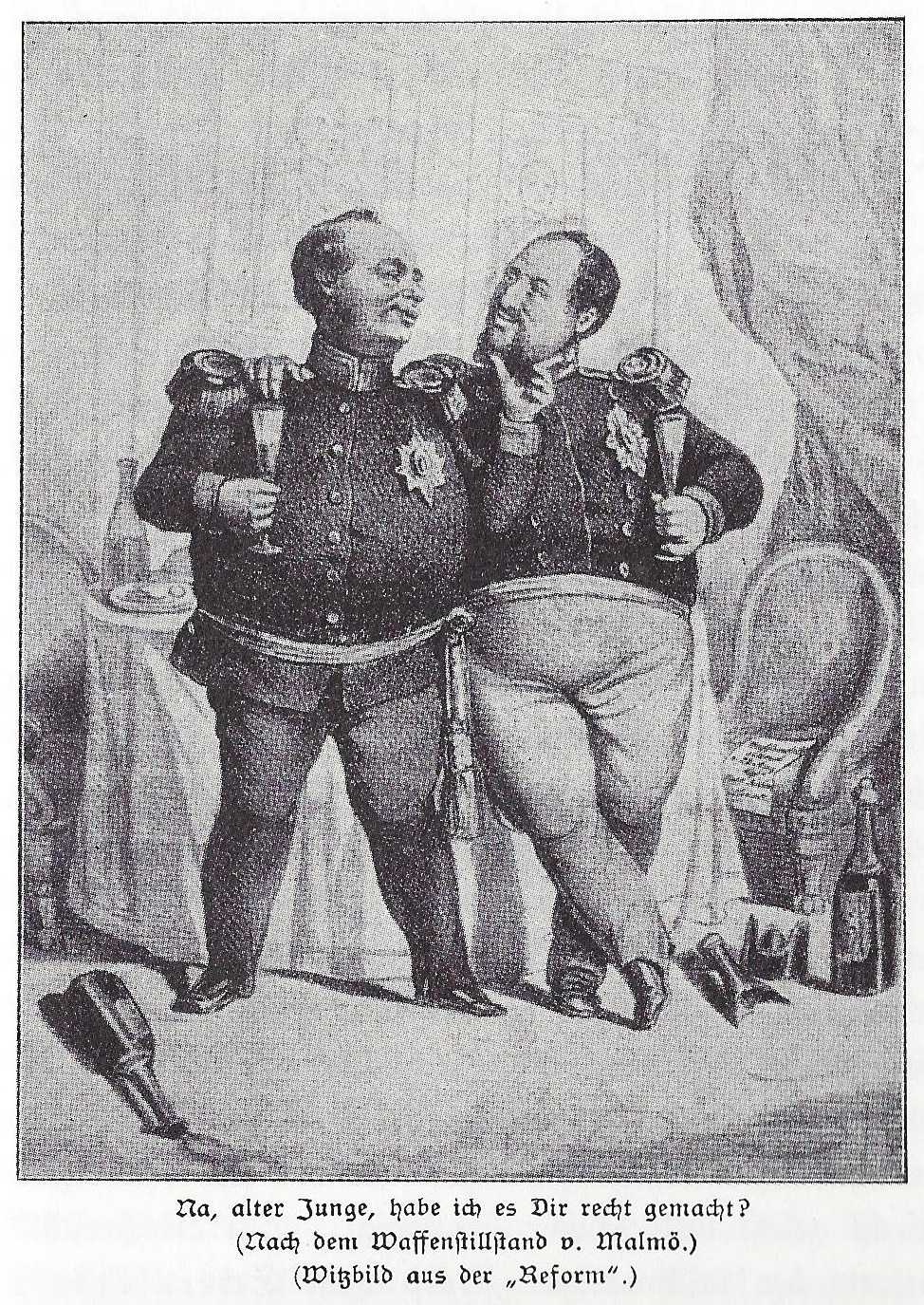
کاریکاتور صلح مالمو (1848): فردریش ویلهلم چهارم ریش فریدریش هفتم (دانمارک) را می خراشد زیرا به عنوان پادشاه پروس در مالمو، علیرغم نقطه شروع مطلوب نظامی در زمین، تسلیم فشار بریتانیا شد. در افکار عمومی آلمان، این به عنوان یک شرم تلقی شد. این کاریکاتور در مورد تسلیم شدن پادشاه پروس در برابر پادشاه دانمارک (مارتین راکویتز) اغراق می کند.

ترک مخاصمه مالمو (انگلیسی: Armistice of Malmö) معاهده ترک مخاصمه میان دانمارک و پروس پس از جنگ اول شلسویگ بود که در تاریخ ۲۶ اوت ۱۸۴۸ منعقد شد. به موجب این معاهده که با فشار بریتانیا، روسیه و فرانسه  تصویب شد پروس و مجلس فرانکفورت ادعای دانمارک مبنی بر تصرف دوک‌نشین شلسویگ را پذیرفتند و تعادل میان طرفین به صورت موقتی برقرار شد. 